# Chariesthoides bicornuta
Chariesthoides bicornuta är en skalbaggsart som beskrevs av Stefan von Breuning 1938. Chariesthoides bicornuta ingår i släktet Chariesthoides och familjen långhorningar. Inga underarter finns listade i Catalogue of Life.